# Гундгауптен
Гундгауптен (нім. Hundhaupten) — громада в Німеччині, розташована в землі Тюрингія. Входить до складу району Грайц. Складова частина об'єднання громад Мюнхенбернсдорф.
Площа — 7,81 км2. Населення становить 318 ос. (станом на 31 грудня 2021).